# Trestonia morrisi
Trestonia morrisi là một loài bọ cánh cứng trong họ Cerambycidae.